# Johan Peter Gumbert
Johan Peter Gumbert (* 23. Januar 1936 in Nijmegen; † 18. August 2016 in Leiden) war ein niederländischer Historiker.

## Leben
Johan Peter Gumbert war der Sohn von Dr. Hans Ludwig Gumbert (1903–1994), einem Antiquar, der die Utrecht-Buchhandlung und das Auktionshaus JL Beijers leitete. Er studierte nach Schulabschluss am Stedelijk Gymnasium Nijmegen an der Universität Leiden Altertumswissenschaft.
Während des letzten Jahres seines Studiums in Leiden wurde Gumbert Assistent von Gerard Isaäc Lieftinck (1902–1994), Hüter der Manuskripte und dann Lektor für mittelalterliche Manuskripte an der Universität Leiden, und trat nach Abschluss seines Studiums dessen Stab bei. 1979 folgte er seinem Mentor Lieftinck nach und wurde der letzte Professor für westliche Paläografie und Kodikologie an der Universität Leiden.

## Privates
Gumbert war mit der Altertumswissenschaftlerin Marijke Hepp verheiratet, die er an der Universität Leiden kennengelernt hatte. Mit ihr hatte er zwei Töchter und einen Sohn.

## Schriften (Auswahl)
- Die Utrechter Kartäuser und ihre Bücher im frühen fünfzehnten Jahrhundert. Leiden 1974, ISBN 90-04-03999-6.
- The Dutch and Their Books in the Manuscript Age. London 1990, ISBN 0-7123-0222-0.
- Illustrated inventory of medieval manuscripts in Latin script in the Netherlands. Leiden, Universiteitsbibliotheek. Hilversum 2009, ISBN 978-90-8704-111-3.
- Illustrated inventory of medieval manuscripts in Latin script in the Netherlands. Utrecht, Museum Catharijneconvent. Hilversum 2011, ISBN 978-90-8704-261-5.
- Bat Books. A Catalogue of Folded Manuscripts Containing Almanacs or Other Texts. Turnhout 2016, ISBN 978-2-503-56809-6.